# RadioShack-Nissan 2012
Questa voce raccoglie le informazioni riguardanti la RadioShack-Nissan nelle competizioni ufficiali della stagione 2012.

## Stagione
Essendo detentrice di una delle diciotto licenze UCI World Tour, la squadra organizzata da Leopard SA ebbe diritto di partecipare alle gare del calendario UCI World Tour 2012, oltre a quelle dei circuiti continentali UCI. La denominazione divenne RadioShack-Nissan: arrivarono infatti come nuovi sponsor la catena statunitense di distribuzione di elettronica RadioShack e la casa automobilistica Nissan, aziende che, nel biennio 2010-2011, erano state legate alla ormai dismessa formazione World Tour statunitense Team RadioShack.
Si unirono alla RadioShack-Nissan, provenienti dallo stesso Team RadioShack, il manager Johan Bruyneel e dodici corridori, tra cui Chris Horner, Andreas Klöden e Haimar Zubeldia; Jan Bakelants dalla Omega Pharma-Lotto, Tony Gallopin dalla Cofidis e altri tra atleti completarono la rosa degli arrivi (ben diciassette). Furono tredici i confermati dalla stagione 2011, e tra essi i tre capitani, i due fratelli Schleck, Andy e Fränk, e lo svizzero Fabian Cancellara. Dopo un solo anno di Leopard cambiarono invece squadra dodici atleti, tra cui Stuart O'Grady, verso la nuova GreenEDGE, e Fabian Wegmann, passato alla Garmin-Barracuda.
Fabian Cancellara diede alla squadra i primi successi dell'anno, aggiudicandosi in marzo la Strade Bianche in Toscana e una tappa alla Tirreno-Adriatico; una caduta in aprile al Giro delle Fiandre, con annessa frattura della clavicola, gli impedì però di ottenere gli sperati successi nelle classiche. Anche Andy Schleck fu sfortunato: la frattura del coccige rimediata in giugno al Critérium du Dauphiné lo obbligò a saltare il Tour de France. Parteciparono invece alla Grande Boucle Cancellara, Haimar Zubeldia, Andreas Klöden e Fränk Schleck. In quella corsa lo svizzero vinse il prologo di Liegi, mentre lo spagnolo e il tedesco conclusero rispettivamente sesto e undicesimo in classifica, contribuendo alla vittoria della RadioShack nella graduatoria a squadre. Diversa fu la sorte del maggiore dei fratelli Schleck, che venne trovato positivo ad un diuretico, lo Xipamide, e costretto ad abbandonare. Il giudizio della commissione antidoping lussemburghese sul suo caso arriverà solo il 30 gennaio 2013, con l'imposizione di una squalifica di un anno, retroattiva, fino al 14 luglio 2013.
Per quanto riguarda le altre gare, tra giugno e agosto il danese Jakob Fuglsang fece suoi il Giro del Lussemburgo e il Giro d'Austria, mentre il velocista italiano Giacomo Nizzolo si aggiudicò il Tour de Wallonie e una tappa all'Eneco Tour (quattro successi stagionali per lui, al pari di Cancellara e Fuglsang). Chiuse l'anno la vittoria di Daniele Bennati nella tappa di Valladolid alla Vuelta a España. Furono così 15 (quattro delle quali in competizioni World Tour) le vittorie dei ciclisti RadioShack nell'arco della stagione. Il miglior classificato del sodalizio lussemburghese nella graduatoria mondiale individuale fu Fabian Cancellara, trentasettesimo con 134 punti, mentre in quella a squadre la formazione lussemburghese chiuse dodicesima con 619 punti.

## Organico

### Staff tecnico
GM=General manager; DS=Direttore sportivo.
|  | Naz.                  | Ruolo | Sportivo        |  |  |  |
|  | --------------------- | ----- | --------------- |  |  |  |
|  | Belgio (bandiera)     | GM    | Johan Bruyneel  |  |  |  |
|  | Italia (bandiera)     | DS    | Luca Guercilena |  |  |  |
|  | Danimarca (bandiera)  | DS    | Kim Andersen    |  |  |  |
|  | Portogallo (bandiera) | DS    | José Azevedo    |  |  |  |
|  | Belgio (bandiera)     | DS    | Dirk Demol      |  |  |  |
|  | Francia (bandiera)    | DS    | Alain Gallopin  |  |  |  |
|  | Danimarca (bandiera)  | DS    | Lars Michaelsen |  |  |  |

### Rosa
|  | Naz.                     |  | Sportivo          | Anno |  |  |
|  | ------------------------ |  | ----------------- | ---- |  |  |
|  | Belgio (bandiera)        |  | Jan Bakelants     | 1986 |  |  |
|  | Italia (bandiera)        |  | Daniele Bennati   | 1981 |  |  |
|  | Nuova Zelanda (bandiera) |  | George Bennett    | 1990 |  |  |
|  | Stati Uniti (bandiera)   |  | Matthew Busche    | 1985 |  |  |
|  | Svizzera (bandiera)      |  | Fabian Cancellara | 1981 |  |  |
|  | Lussemburgo (bandiera)   |  | Laurent Didier    | 1984 |  |  |
|  | Danimarca (bandiera)     |  | Jakob Fuglsang    | 1985 |  |  |
|  | Francia (bandiera)       |  | Tony Gallopin     | 1988 |  |  |
|  | Germania (bandiera)      |  | Linus Gerdemann   | 1982 |  |  |
|  | Belgio (bandiera)        |  | Ben Hermans       | 1986 |  |  |
|  | Stati Uniti (bandiera)   |  | Chris Horner      | 1971 |  |  |
|  | Spagna (bandiera)        |  | Markel Irizar     | 1980 |  |  |
|  | Stati Uniti (bandiera)   |  | Benjamin King     | 1989 |  |  |
|  | Germania (bandiera)      |  | Andreas Klöden    | 1975 |  |  |
|  | Portogallo (bandiera)    |  | Tiago Machado     | 1985 |  |  |
|  | Belgio (bandiera)        |  | Maxime Monfort    | 1983 |  |  |
|  | Portogallo (bandiera)    |  | Nélson Oliveira   | 1989 |  |  |
|  | Italia (bandiera)        |  | Giacomo Nizzolo   | 1989 |  |  |
|  | Ucraina (bandiera)       |  | Jaroslav Popovyč  | 1980 |  |  |
|  | Paesi Bassi (bandiera)   |  | Joost Posthuma    | 1981 |  |  |
|  | Svizzera (bandiera)      |  | Grégory Rast      | 1980 |  |  |
|  | Austria (bandiera)       |  | Thomas Rohregger  | 1982 |  |  |
|  | Nuova Zelanda (bandiera) |  | Hayden Roulston   | 1981 |  |  |
|  | Lussemburgo (bandiera)   |  | Andy Schleck      | 1985 |  |  |
|  | Lussemburgo (bandiera)   |  | Fränk Schleck     | 1980 |  |  |
|  | Nuova Zelanda (bandiera) |  | Jesse Sergent     | 1988 |  |  |
|  | Germania (bandiera)      |  | Jens Voigt        | 1971 |  |  |
|  | Germania (bandiera)      |  | Robert Wagner     | 1983 |  |  |
|  | Svizzera (bandiera)      |  | Oliver Zaugg      | 1981 |  |  |
|  | Spagna (bandiera)        |  | Haimar Zubeldia   | 1977 |  |  |

## Ciclomercato
| Jan Bakelants    | Omega Pharma    |
| George Bennett   | Trek Livestrong |
| Matthew Busche   | RadioShack      |
| Laurent Didier   | Saxo Bank       |
| Tony Gallopin    | Cofidis         |
| Ben Hermans      | RadioShack      |
| Chris Horner     | RadioShack      |
| Markel Irizar    | RadioShack      |
| Benjamin King    | RadioShack      |
| Andreas Klöden   | RadioShack      |
| Tiago Machado    | RadioShack      |
| Nélson Oliveira  | RadioShack      |
| Jaroslav Popovyč | RadioShack      |
| Grégory Rast     | RadioShack      |
| Hayden Roulston  | HTC             |
| Jesse Sergent    | RadioShack      |
| Haimar Zubeldia  | RadioShack      |

| William Clarke   | Champion System   |
| Stefan Denifl    | Vacansoleil       |
| Brice Feillu     | Saur-Sojasun      |
| Dominic Klemme   | Project 1T4I      |
| Anders Lund      | Saxo Bank         |
| Martin Mortensen | Vacansoleil       |
| Stuart O'Grady   | GreenEDGE         |
| Martin Pedersen  | Christina Watches |
| Bruno Pires      | Saxo Bank         |
| Tom Stamsnijder  | Project 1T4I      |
| Davide Viganò    | Lampre            |
| Fabian Wegmann   | Garmin            |

## Palmarès

### Corse a tappe
World Tour
- Tirreno-Adriatico

7ª tappa (Fabian Cancellara)
- Tour de France

Prologo (Fabian Cancellara)
- Eneco Tour

5ª tappa (Giacomo Nizzolo)
- Vuelta a España

18ª tappa (Daniele Bennati)
Continental
- Tour de Luxembourg

Classifica generale (Jakob Fuglsang)
- Giro d'Austria

4ª tappa (Jakob Fuglsang)
Classifica generale (Jakob Fuglsang)
- Tour de Wallonie

3ª tappa (Giacomo Nizzolo)
Classifica generale (Giacomo Nizzolo)
- Tour du Poitou-Charentes

3ª tappa (Giacomo Nizzolo)
- USA Pro Cycling Challenge

4ª tappa (Jens Voigt)

### Corse in linea
Continental
- Strade Bianche (Fabian Cancellara)

### Campionati nazionali
- Campionati svizzeri

Cronometro (Fabian Cancellara)
- Campionati danesi

Cronometro (Jakob Fuglsang)
- Campionati lussemburghesi

In linea (Laurent Didier)

## Classifiche UCI

### Calendario mondiale UCI
Individuale
Piazzamenti dei corridori della RadioShack-Nissan nella classifica individuale dell'UCI World Tour 2012.
| Pos. | Ciclista           | Punti |
| ---- | ------------------ | ----- |
| 37   | Fabian Cancellara  | 134   |
| 43   | Christopher Horner | 120   |
| 56   | Haimar Zubeldia    | 94    |
| 57   | Tiago Machado      | 92    |
| 58   | Fränk Schleck      | 89    |
| 65   | Giacomo Nizzolo    | 80    |
| 69   | Daniele Bennati    | 74    |
| 77   | Maxime Monfort     | 54    |
| 81   | Linus Gerdemann    | 51    |
| 85   | Jan Bakelants      | 46    |
| 94   | Andreas Klöden     | 40    |
| 127  | Oliver Zaugg       | 20    |
| 149  | Tony Gallopin      | 11    |
| 159  | Jens Voigt         | 10    |
| 199  | Jesse Sergent      | 4     |
| 235  | Thomas Rohregger   | 1     |

Squadra
Nella graduatoria a squadre dell'UCI World Tour la RadioShack-Nissan concluse in dodicesima posizione (su diciotto), totalizzando 619 punti.